# Winona LaDuke
Winona LaDuke (* 18. srpna 1959 Los Angeles) je americká ekonomka a představitelka zelené politiky. Její otec Vincent LaDuke (pseudonym Sun Bear) byl herec a aktivista z národa Odžibvejů, matka je židovského původu a vyučovala výtvarné umění na univerzitě. Winona vystudovala Harvardovu univerzitu, byla ředitelkou školy v indiánské rezervaci, v roce 1985 založila neziskovou organizaci Indigenous Women's Network bojující za práva domorodých žen. Iniciovala projekt podporující tradiční domorodé zemědělství založené na pěstování ovsuchy. Je členkou organizace Honor the Earth, založené členkami skupiny Indigo Girls, která se angažovala v protestech proti stavbě ropovodu Dakota Access Pipeline. Je autorkou románu Last Standing Woman a řady publikací zabývajících se tématy feminismu, indiánské spirituality a ochrany životního prostředí, vystupovala v dokumentárním filmu Ohrožená semínka, ztvárnila cameo ve filmu Chrise Eyrea Rudé kůže (2002).
V roce 1996 obdržela Cenu Thomase Mertona pro aktivisty za sociální spravedlnost, byla také uvedena do Národní ženské síně slávy. Za Stranu zelených kandidovala v letech 1996 a 2000 na post viceprezidentky spolu s prezidentským kandidátem Ralphem Naderem. V roce 2016 si ji vybrala jako svoji viceprezidentku nezávislá prezidentská kandidátka Faith Spotted Eagle. Tato dvojice získala hlas od demokratického člena Sboru volitelů Roberta Satiacuma Jr., bylo to poprvé v historii, kdy domorodé ženy získaly hlas ve volbě hlavy Spojených států.